# Monte Attavyros
El monte Attavyros  (en griego: Αττάβυρος) o Ataviros (Ατάβυρος es una montaña de Grecia, la más alta de la isla de Rodas y del archipiélago del Dodecaneso. Se eleva a una altura de 1215 m, y su pico suroeste, que se encuentra a unos 4,5 km al suroeste del pico principal, se eleva a 1062 m. 

## Descripción
Se encuentra en el oeste de la isla y en sus laderas (a 500 metros de altitud) se encuentran los pueblos de Embonas y Agios Isidoros. Alrededor de la montaña se encuentran los viñedos más importantes de la isla donde se cultivan tradicionalmente las variedades mandilaria (amorgiano), Athiri etc. dando vinos de la DOP de Rodas. La zona también es famosa por su muy buena suma —una bebida incolora producida a partir de la destilación de uvas, y también de higos—, que es la versión local del tsipouro.
Attavyros tiene una importante flora y fauna y por ello está incluida en la red Natura 2000 (GR 4210005). Algunas especies importantes de flora son la rara y endémica Paeonia rhodia, Asyneuma giganteum (también se encuentra en Cárpatos y Halki) y Centaurea lactucifolia (también se encuentra en Halki). La montaña también es rica en especies de orquídeas, como Ophrys rhodia y Ophrys lucis. En sus laderas del noroeste, en Katarti, se encuentra un gran bosque de cipreses primigenios que está declarado monumento natural. Especies importantes de fauna son el gamo común (Dama dama), que también es un símbolo de la isla, y el tejón de Rodas (Meles meles rhodius). También hay zorros (Vulpes vulpes), garduñas (Martes foina), liebres (Lepus europaeus), erizos (Erinaceus concolor) y muchas rapaces.
Generalmente, la montaña, en las tierras bajas, es muy boscosa. En las tierras altas, sin embargo, tiene pocos árboles (principalmente especies de robles) debido al sobrepastoreo de miles de cabras. Su vegetación, principalmente en su lado este, fue severamente dañada por el gran incendio de Rodas en julio de 2008, que quemó alrededor de 100 000 hectáreas de bosques y tierras agrícolas.
Durante el invierno, en las partes más altas de la montaña puede haber nieve ya que se dan fuertes nevadas.

## Ascenso
Dos rutas de senderismo conducen a la cima y, desde la construcción de un parque eólico en la cima de Frameno, también hay un camino estrecho que incluso está asfaltado en la parte superior.
El antiguo sendero hacia la cima, señalizado con el cartel griego Archi Monopati, conduce desde el pueblo sureño de Agios Isidoros sin pendientes pronunciadas hasta la cima en aproximadamente 2,5 a 3 horas. En el camino, hay  bancos de piedra colocados debajo de robles que brindan sombra y respiro. No hay fuentes de agua.
Desde Embonas hay un camino más empinado que solo es adecuado para excursionistas experimentados hasta la cima. El ascenso aquí solo toma alrededor de 2 horas, pero el camino no está marcado y es difícil de encontrar.

## Mitología
En la mitología griega, Althaemenes fundó un altar a Zeus Atabyrios en la montaña. Se decía que había elegido el sitio como el único punto de Rodas desde el que se podía ver su tierra natal de Creta (a unos 300 km) (en los días en que no hay humedad en la atmósfera, Cárpatos y muchas islas más del Dodecaneso son visibles, así como el interior de Rodas). Los restos del santuario se pueden ver cerca de la cima. También hay una capilla cristiana.

## Galería

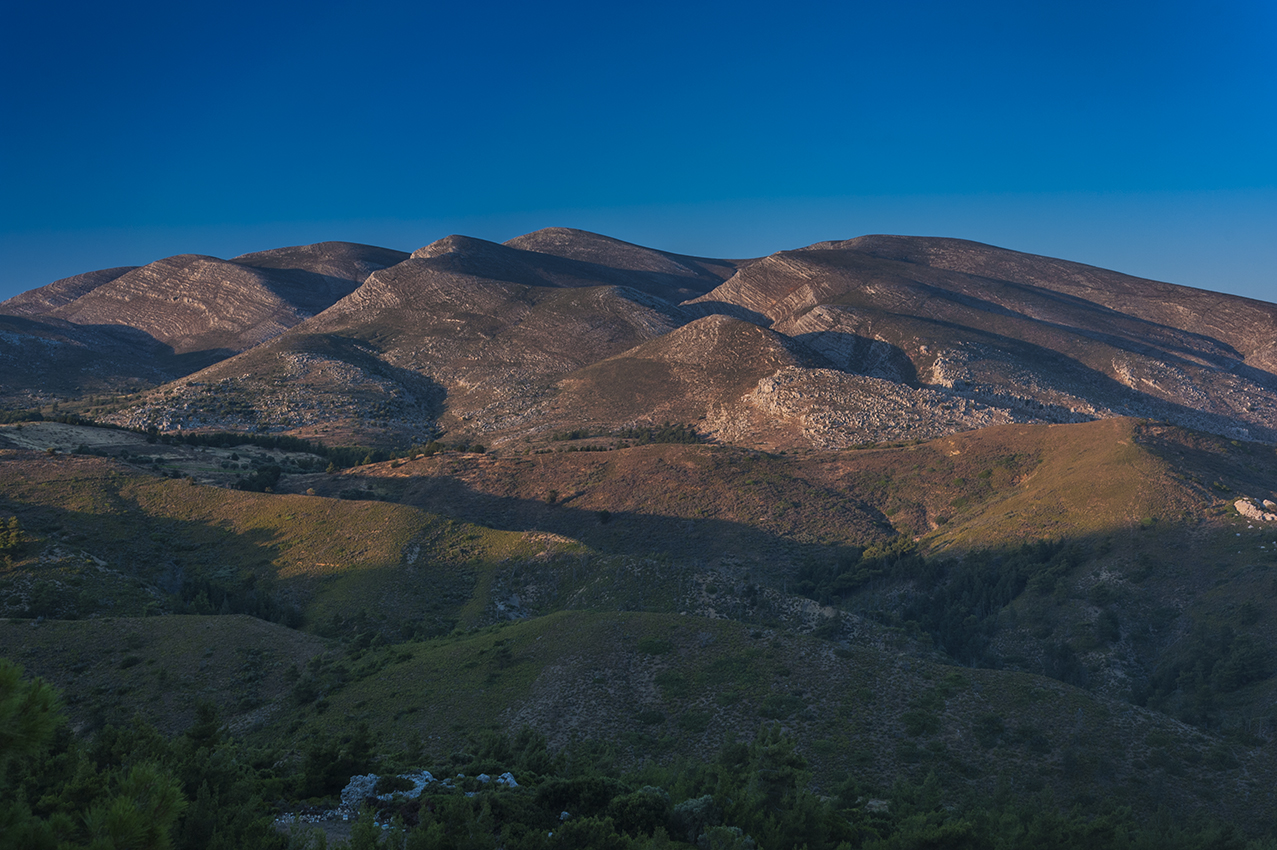
Vista sur de Attavyros
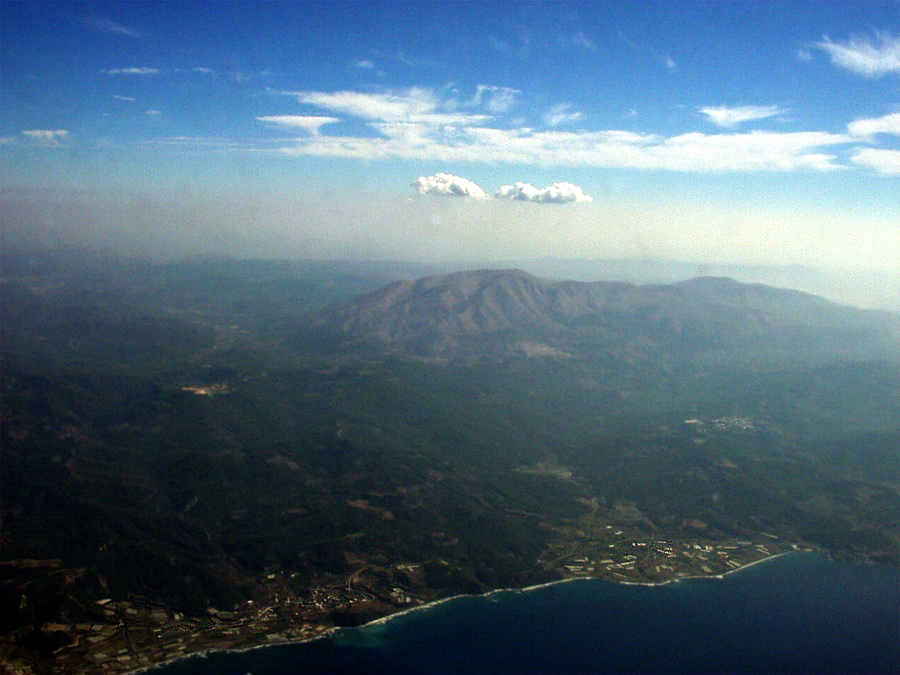
Vista aérea de Attavyros
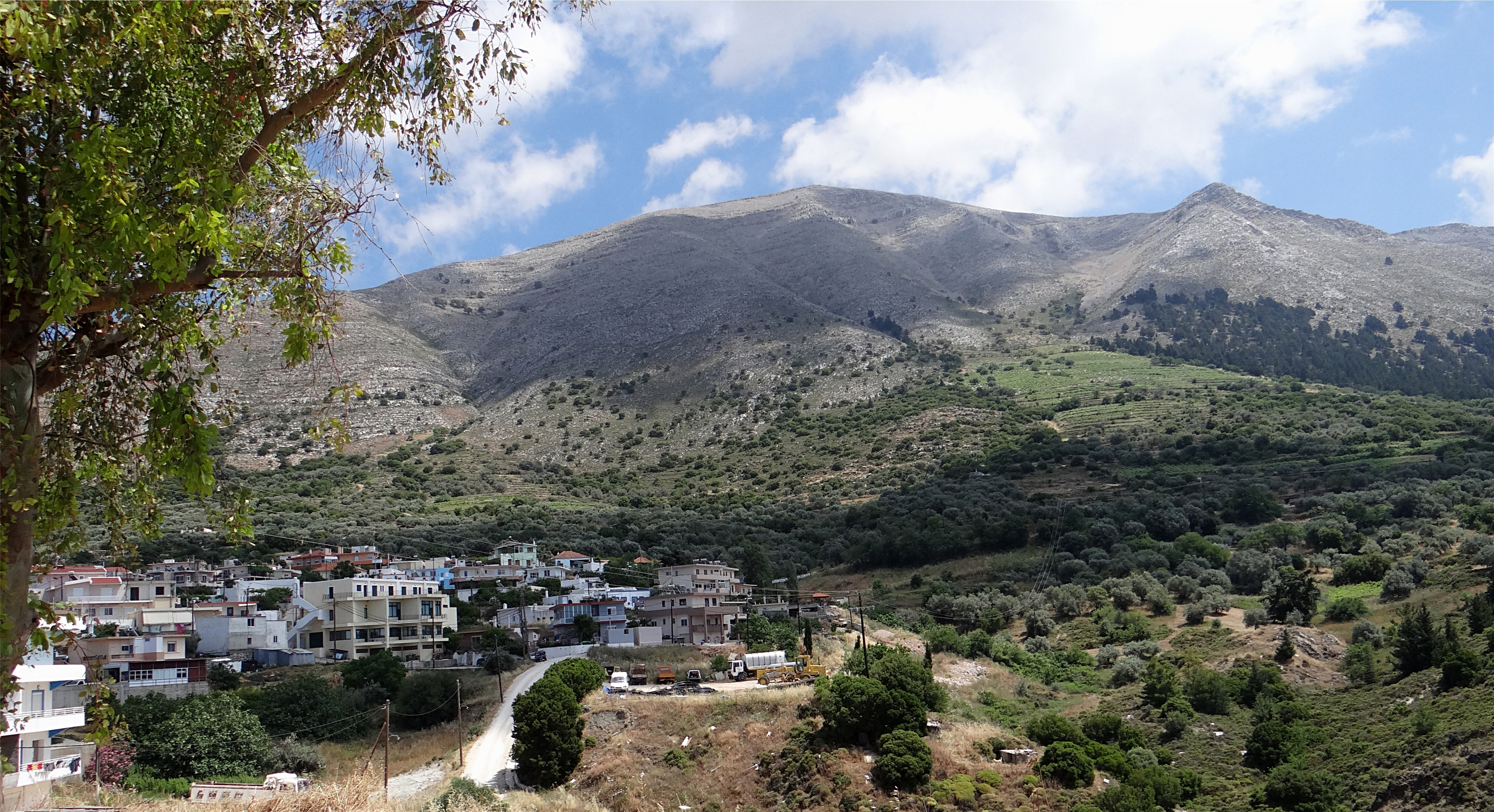
Vista desde Emponas
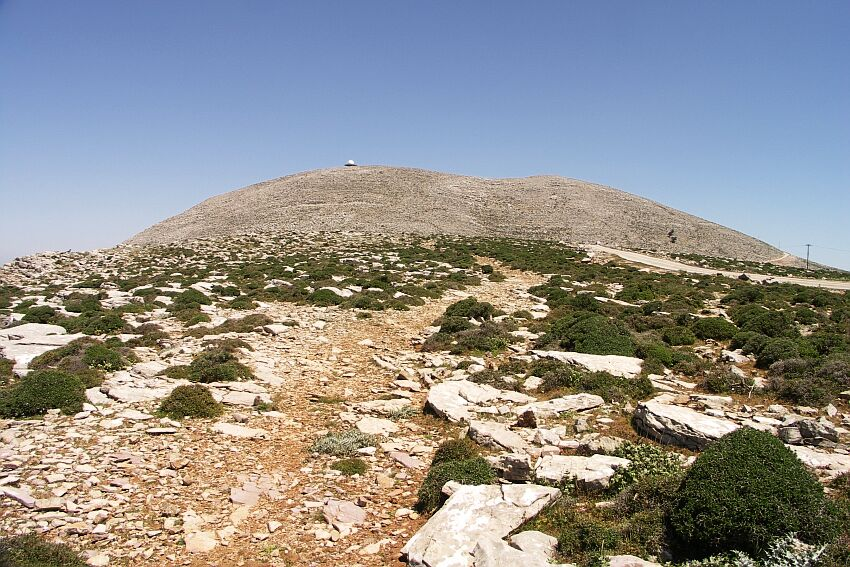
Attavyros
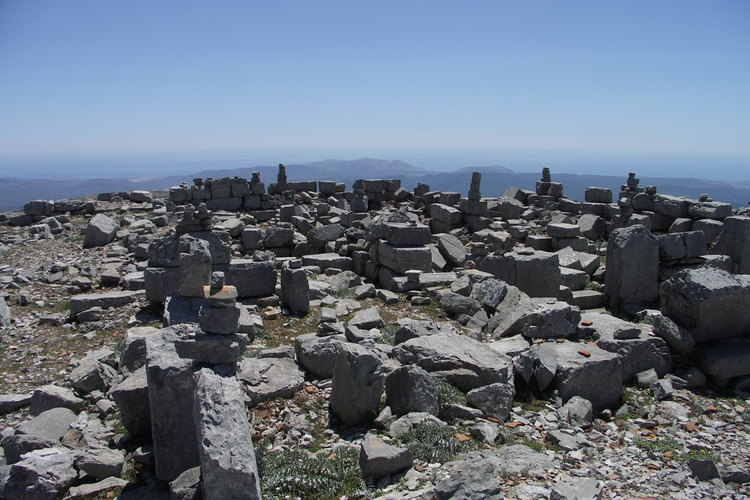
Restos del templo de Zeus en la cima de Attavyros